# Lamachus transiens
Lamachus transiens är en stekelart som först beskrevs av Julius Theodor Christian Ratzeburg 1852.  Lamachus transiens ingår i släktet Lamachus och familjen brokparasitsteklar. Arten är reproducerande i Sverige. Inga underarter finns listade i Catalogue of Life.